# Socha Nový život
Socha Nový život v Karlových Varech se nachází v centru města v parku Anny Politkovské. Je dílem manželů Antonína a Gizely Kuchařových.

## Historie
Socha vznikla v letech 1974–1976. Práce je společným dílem akademického sochaře Antonína Kuchaře a jeho manželky, sochařky a keramičky Erny Gizely Kuchařové-Zuberové. Dle zprávy v denním tisku Stráž míru č. 37/1989 a č. 39/1989 „byla socha odhalena u příležitosti 45. výročí vyvrcholení národně osvobozeneckého hnutí a osvobození Československa“ ve středu 13. září 1989 ve 14 hodin.

## Popis
Socha ženy na nižším podstavci stojí v parku Anny Politkovské. Je orientována do ulice Krále Jiřího (v době odhalení ještě ulice jménem Gottwaldova), provedena je z pískovce.